# Euplexia albistrigata
Euplexia albistrigata är en fjärilsart som beskrevs av Rudolf Pinker 1965. Euplexia albistrigata ingår i släktet Euplexia och familjen nattflyn. Inga underarter finns listade i Catalogue of Life.